# Soyuz 32
Soyuz 32 foi a sétima expedição à estação Salyut 6. Seu grupo retornou na Soyuz 34.

## Tripulação
| Posição                | Cosmonauta       | Duração          | Pousou na |
| ---------------------- | ---------------- | ---------------- | --------- |
| Comandante             | Vladimir Lyakhov | 175d 00h 35m 37s | Soyuz 34  |
| Cosmonauta pesquisador | Valeri Ryumin    | 175d 00h 35m 37s | Soyuz 34  |

## Parâmetros da Missão
- Massa: 6 800 kg
- Perigeu: 198.4 km
- Apogeu: 274.3 km
- Inclinação: 51.61°
- Período: 89.94 minutos

## Pontos altos da missão
Seu grupo de longa duração permaneceu por 175 dias na Salyut 6. Antes de completarem dois meses de estadia, a Soyuz 33 falhou na aterrissagem devido a uma falha no motor principal. A Soyuz 32 retornou à Terra sem tripulantes e carregada com resultados de experimentos e equipamentos que não estavam mais em uso, após a Soyuz 34 ter se juntado sem tripulantes à Salyut 6 para substituir estes.